# Federico Mattiello
Federico Mattiello (Borgo a Mozzano, 14 de julho de 1995) é um futebolista profissional italiano que atua como meio-campo.

## Títulos
Juventus
- Coppa Italia: 2016–17